# Cladocarpus natalensis
Cladocarpus natalensis är en nässeldjursart som beskrevs av Wilfrid Arthur Millard 1977. Cladocarpus natalensis ingår i släktet Cladocarpus och familjen Aglaopheniidae. Inga underarter finns listade i Catalogue of Life.